# English River, Seychellerna

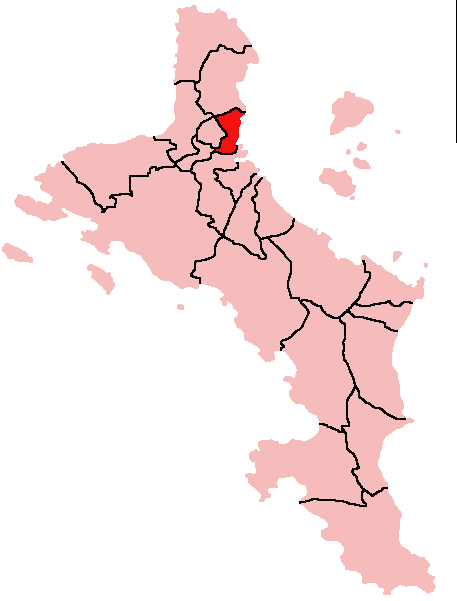
Distriktets läge.

Distriktet English River (även La Rivière Anglaise) är ett av Seychellernas 26  distrikt.

## Geografi
Distriktet har en yta på cirka 1,4 km² med cirka 3 600 invånare. Befolkningstätheten är 2 572 invånare / km².
English River ligger i regionen Storvictoria (Greater Victoria).

## Förvaltning
Distriktet förvaltas av en district administrator och ISO 3166-2koden är "SC-16". Huvudorten är English River.
Sedan 1994 lyder varje distrikt under "Local Government" som är en enhet av departementet Ministry of Local Government, Youth and Sport. Distriktens roll är att främja tillgång av offentliga tjänster på lokal nivå.
Distriktets valspråk är: "Aiming for the best" (Med sikte mot det bästa).